# Josh Hoey
Josh Hoey (1º novembre 1999) è un mezzofondista statunitense.

## Record nazionali
Seniores
- 800 metri piani indoor: 1'43"23 ( New York, 23 febbraio 2025)[1]
- 1000 metri piani indoor: 2'14"48 ( Philadelphia, 18 gennaio 2025)

## Progressione

### 800 metri piani
| Stagione | Misura     | Luogo           | Data      | Rank. Mond. |
| -------- | ---------- | --------------- | --------- | ----------- |
| 2025     | 1'42"01    | Monaco          | 11-7-2025 |             |
| 2024     | 1'43"80    | Kortrijk        | 13-7-2024 |             |
| 2023     | 1'48"50    | Baton Rouge     | 22-4-2023 |             |
| 2022     | 1'47"36    | Filadelfia      | 29-4-2022 |             |
| 2021     | 1'47"56    | Charlottesville | 1-5-2021  |             |
| 2020     | 1'47"26(i) | Boston          | 1-2-2020  |             |
| 2019     | 1'49"45    | Des Moines      | 25-7-2019 |             |
| 2018     | 1'47"67(i) | Boston          | 25-2-2018 |             |
| 2017     | 1'49"37    | Sacramento      | 24-6-2017 |             |
| 2016     | 1'54"11    | Williamsburg    | 23-4-2016 |             |

## Palmarès
| Anno | Manifestazione  | Sede     | Evento      | Risultato  | Prestazione | Note  |
| ---- | --------------- | -------- | ----------- | ---------- | ----------- | ----- |
| 2018 | Mondiali U20    | Tampere  | 800 m piani | Semifinale | 1'48"07     |       |
| 2025 | Mondiali indoor | Nanchino | 800 m piani | Oro        | 1'44"77     | [ 2 ] |

## Campionati nazionali
- 1 volta campione nazionale statunitense indoor degli 800 metri piani (2025)

2024
- Bronzo ai campionati statunitensi indoor (Albuquerque), 800 m piani - 1'47"41
- 4º ai Trials olimpici statunitensi (Eugene), 800 m piani - 1'44"12

2025
- Oro ai campionati statunitensi indoor (New York), 800 m piani - 1'43"24[1]

## Altre competizioni internazionali
2023
- 11º al New Balance Indoor Grand Prix ( Boston), Miglio - 4'05"58

2024
- 4º al New Balance Indoor Grand Prix ( Boston), 1000 m piani - 2'17"23

2025
- Oro al New Balance Indoor Grand Prix ( Boston), 1500 m piani - 3"33'66
- Bronzo al Bauhaus-Galan ( Stoccolma), 800 m piani - 1'42"43
- Argento al Meeting de Paris ( Parigi), 800 m piani - 1'43"00
- Argento all'Herculis ( Monaco), 800 m piani - 1'42"01
- Oro all'Athletissima ( Losanna), 800 m piani - 1'42"82